# Torneo 2010 (fútbol femenino de Chile)
El Campeonato 2010 de Primera División de fútbol femenino de Chile fue el tercer capítulo de la máxima categoría del fútbol femenino de dicho país.

## Incorporaciones y Retiros
| a Torneo 2010                        |
| ------------------------------------ |
| San Marcos de Arica                  |
| Selección Sub-17 femenina (Invitada) |

| a Asociación de Origen       |
| ---------------------------- |
| Cobresal Desafiliado         |
| Unión La Calera Desafiliado  |
| Unión San Felipe Desafiliado |

## Primera fase
La primera fase tuvo por objetivo hacer una clasificación de los equipos en aquellos que permanecen en Primera División, y en aquellos que descienden a la Segunda División del fútbol femenino de Chile. También sirvió como preparación para la Selección Chilena Sub-17 femenina.
| Pos | Equipo                   | Pts | PJ | Dif  | Rend   |
| --- | ------------------------ | --- | -- | ---- | ------ |
| 1º  | Everton                  | 51  | 17 | +132 | 100%   |
| 2º  | Colo-Colo                | 48  | 17 | +128 | 94,11% |
| 3º  | Selección chilena sub-17 | 45  | 17 | +79  | 88,24% |
| 4º  | Universidad Católica     | 32  | 17 | +24  | 62,75% |
| 5º  | Universidad de Chile     | 32  | 17 | +22  | 62,75% |
| 6º  | Coquimbo Unido           | 31  | 17 | +63  | 60,78% |
| 7º  | Audax Italiano           | 28  | 17 | +18  | 54,90% |
| 8º  | Provincial Osorno        | 26  | 17 | -2   | 50,98% |
| 9º  | Santiago Morning         | 19  | 17 | +20  | 37,25% |
| 10º | Santiago Wanderers       | 19  | 17 | -4   | 37,25% |
| 11º | Unión Española           | 18  | 17 | -7   | 35,29% |
| 12º | Deportes Melipilla       | 17  | 17 | -31  | 33,33% |
| 13º | Rangers                  | 17  | 17 | -28  | 33,33% |
| 14º | Ñublense                 | 14  | 17 | -73  | 27,45% |
| 15º | San Marcos de Arica      | 13  | 17 | -53  | 25,49% |
| 16º | Deportes La Serena       | 10  | 17 | -49  | 19,61% |
| 17º | Curicó Unido             | 5   | 17 | -126 | 9,80%  |
| 18º | Palestino                | 3   | 17 | -111 | 5,88%  |

### Resultados
| Fecha 1              | Fecha 1   | Fecha 1            | Fecha 1 | Fecha 1 | Fecha 1 |
| Local                | Resultado | Visita             | Estadio | Fecha   | Hora    |
| -------------------- | --------- | ------------------ | ------- | ------- | ------- |
| Santiago Morning     |           | Provincial Osorno  |         |         |         |
| Palestino            | 0 - 21    | Colo-Colo          |         |         |         |
| San Marcos de Arica  |           | Deportes Melipilla |         |         |         |
| Universidad Católica | 3 - 3     | Coquimbo Unido     |         |         |         |
| Universidad de Chile |           | Selección sub-17   |         |         |         |
| Ñublense             |           | Deportes La Serena |         |         |         |
| Santiago Wanderers   |           | Curicó Unido       |         |         |         |
| Unión Española       |           | Rangers            |         |         |         |
| Everton              |           | Audax Italiano     |         |         |         |

| Fecha 2              | Fecha 2   | Fecha 2              | Fecha 2 | Fecha 2     | Fecha 2 |
| Local                | Resultado | Visita               | Estadio | Fecha       | Hora    |
| -------------------- | --------- | -------------------- | ------- | ----------- | ------- |
| Provincial Osorno    | 1 - 0     | Palestino            |         |             |         |
| San Marcos de Arica  | 0 - 5     | Santiago Morning     |         |             |         |
| Coquimbo Unido       | 0 - 5     | Colo-Colo            |         |             |         |
| Universidad de Chile | 6 - 0     | Deportes Melipilla   |         |             |         |
| Ñublense             | 0 - 4     | Universidad Católica |         |             |         |
| Santiago Wanderers   | 0 - 4     | Selección sub-17     |         |             |         |
| Unión Española       | 3 - 2     | Deportes La Serena   |         |             |         |
| Everton              | 26 - 0    | Curicó Unido         |         | 8 de agosto |         |
| Audax Italiano       | 3 - 3     | Rangers              |         |             |         |

| Fecha 3              | Fecha 3   | Fecha 3              | Fecha 3                                    | Fecha 3     | Fecha 3 |
| Local                | Resultado | Visita               | Estadio                                    | Fecha       | Hora    |
| -------------------- | --------- | -------------------- | ------------------------------------------ | ----------- | ------- |
| Colo-Colo            | 7 - 1     | Universidad de Chile | Complejo Quilín                            | 17 de abril | 12:40   |
| Curicó Unido         | 0 - 11    | Audax Italiano       | Estadio Municipal de Romeral               | 17 de abril | 15:00   |
| Selección sub-17     | 4 - 1     | Unión Española       | Complejo Quilín                            | 17 de abril | 15:00   |
| Santiago Morning     | 4 - 2     | Coquimbo Unido       | Estadio Santiago Bueras                    | 17 de abril | 16:00   |
| Rangers              | 1 - 2     | Provincial Osorno    | Cancha Universidad Católica del Maule      | 17 de abril | 16:15   |
| Palestino            | 0 - 1     | San Marcos de Arica  | Estadio Municipal de La Cisterna           | 18 de abril | 10:00   |
| Deportes La Serena   | 1 - 5     | Everton              | Estadio La Portada                         | 18 de abril | 12:00   |
| Deportes Melipilla   | 8 - 1     | Ñublense             | Estadio Roberto Bravo Santibáñez           | 18 de abril | 12:00   |
| Universidad Católica | 1 - 0     | Santiago Wanderers   | Estadio San Carlos de Apoquindo (cancha 3) | 18 de abril | 13:00   |

| Fecha 4              | Fecha 4   | Fecha 4              | Fecha 4                                          | Fecha 4     | Fecha 4 |
| Local                | Resultado | Visita               | Estadio                                          | Fecha       | Hora    |
| -------------------- | --------- | -------------------- | ------------------------------------------------ | ----------- | ------- |
| Ñublense             | 0 - 20    | Colo-Colo            | Estadio Aristides Bahamondes                     | 24 de abril | 12:00   |
| Everton              | 3 - 0     | Selección sub-17     | Complejo Quilín                                  | 24 de abril | 12:40   |
| Rangers              |           | Curicó Unido         | Cancha Universidad Católica del Maule (cancha 2) | 24 de abril | 15:30   |
| Audax Italiano       |           | Deportes La Serena   | Estadio Bicentenario de La Florida               | 24 de abril | 16:30   |
| Coquimbo Unido       |           | Palestino            | Estadio San Eugenio                              | 25 de abril | 11:30   |
| Provincial Osorno    |           | San Marcos de Arica  | Estadio Palestino                                | 25 de abril | 12:00   |
| Universidad de Chile |           | Santiago Morning     | Complejo UMCE                                    | 25 de abril | 12:00   |
| Unión Española       |           | Universidad Católica | Complejo Deportivo Aeropuerto                    | 25 de abril | 12:00   |
| Santiago Wanderers   |           | Deportes Melipilla   | Complejo Municipal Reñaca                        | 25 de abril | 13:30   |

| Fecha 5              | Fecha 5   | Fecha 5              | Fecha 5                                               | Fecha 5   | Fecha 5 |
| Local                | Resultado | Visita               | Estadio                                               | Fecha     | Hora    |
| -------------------- | --------- | -------------------- | ----------------------------------------------------- | --------- | ------- |
| Deportes Melipilla   | 1 - 3     | Unión Española       | Estadio Roberto Bravo Santibáñez                      | 1 de mayo | 12:00   |
| Palestino            | 0 - 7     | Universidad de Chile | Estadio San Eugenio                                   | 2 de mayo | 10:00   |
| Curicó Unido         | 0 - 7     | Provincial Osorno    | Estadio Anfa                                          | 2 de mayo | 13:00   |
| Universidad Católica | 1 - 4     | Everton              | Estadio San Carlos de Apoquindo (cancha 3)            | 2 de mayo | 13:00   |
| Deportes La Serena   | 2 - 2     | Rangers              | Estadio La Portada (cancha 3)                         | 2 de mayo | 14:00   |
| Colo-Colo            | 2 - 1     | Santiago Wanderers   | Estadio Monumental (cancha 2)                         | 2 de mayo | 14:00   |
| San Marcos de Arica  | 3 - 10    | Coquimbo Unido       | Campo Deportivo Caja De Compensación Gabriela Mistral | 2 de mayo | 14:00   |
| Santiago Morning     | 6 - 1     | Ñublense             | Estadio San Eugenio                                   | 2 de mayo | 14:30   |
| Selección sub-17     | 1 - 0     | Audax Italiano       | Complejo Quilín                                       | 2 de mayo | 15:00   |

| Fecha 6              | Fecha 6   | Fecha 6              | Fecha 6                                  | Fecha 6   | Fecha 6 |
| Local                | Resultado | Visita               | Estadio                                  | Fecha     | Hora    |
| -------------------- | --------- | -------------------- | ---------------------------------------- | --------- | ------- |
| Universidad de Chile | 5 - 1     | San Marcos de Arica  | Complejo Quilín                          | 8 de mayo | 12:00   |
| Curicó Unido         | 0 - 7     | Deportes La Serena   | Estadio Municipal de Romeral             | 8 de mayo | 13:00   |
| Rangers              | 0 - 8     | Selección sub-17     | Estadio San Clemente                     | 8 de mayo | 15:30   |
| Unión Española       | 0 - 5     | Colo-Colo            | Estadio Santa Laura (cancha 2)           | 8 de mayo | 16:30   |
| Audax Italiano       | 1 - 1     | Universidad Católica | Estadio Bicentenario de La Florida       | 8 de mayo | 16:30   |
| Ñublense             | 2 - 3     | Palestino            | Estadio San Carlos                       | 9 de mayo | 11:00   |
| Provincial Osorno    | 3 - 3     | Coquimbo Unido       | Estadio Palestino                        | 9 de mayo | 11:30   |
| Santiago Wanderers   | 0 - 5     | Santiago Morning     | Complejo Empleados Municipales de Reñaca | 9 de mayo | 13:30   |
| Everton              | 17 - 0    | Deportes Melipilla   | Complejo Reñaca Alto                     | 9 de mayo | 14:00   |

| Fecha 7              | Fecha 7   | Fecha 7              | Fecha 7 | Fecha 7     | Fecha 7 |
| Local                | Resultado | Visita               | Estadio | Fecha       | Hora    |
| -------------------- | --------- | -------------------- | ------- | ----------- | ------- |
| Deportes La Serena   |           | Provincial Osorno    |         |             |         |
| Selección sub-17     |           | Curicó Unido         |         |             |         |
| Universidad Católica |           | Rangers              |         |             |         |
| Deportes Melipilla   | 3 - 5     | Audax Italiano       |         | 8 de agosto |         |
| Colo-Colo            |           | Everton              |         |             |         |
| Santiago Morning     |           | Unión Española       |         |             |         |
| Palestino            |           | Santiago Wanderers   |         |             |         |
| San Marcos de Arica  |           | Ñublense             |         |             |         |
| Coquimbo Unido       |           | Universidad de Chile |         |             |         |

| Fecha 8            | Fecha 8   | Fecha 8              | Fecha 8                                  | Fecha 8    | Fecha 8 |
| Local              | Resultado | Visita               | Estadio                                  | Fecha      | Hora    |
| ------------------ | --------- | -------------------- | ---------------------------------------- | ---------- | ------- |
| Curicó Unido       |           | Universidad Católica | Estadio Municipal de Romeral             | 21 de mayo | 13:30   |
| Ñublense           |           | Coquimbo Unido       | Estadio Municipal de San Carlos          | 22 de mayo | 11:00   |
| Everton            | 11 - 0    | Santiago Morning     | Estadio Sausalito                        | 22 de mayo | 13:15   |
| Rangers            |           | Deportes Melipilla   | Complejo Deportivo Rangers               | 22 de mayo | 15:00   |
| Audax Italiano     | 3 - 6     | Colo-Colo            | Estadio Bicentenario de La Florida       | 22 de mayo | 17:00   |
| Unión Española     |           | Palestino            | Estadio Santa Laura (cancha 2)           | 23 de mayo | 10:00   |
| Provincial Osorno  | 0 - 1     | Universidad de Chile | Estadio Palestino                        | 23 de mayo | 12:00   |
| Santiago Wanderers |           | San Marcos de Arica  | Complejo Empleados Municipales de Reñaca | 23 de mayo | 13:30   |
| Deportes La Serena |           | Selección sub-17     |                                          |            |         |

| Fecha 9              | Fecha 9   | Fecha 9            | Fecha 9            | Fecha 9     | Fecha 9 |
| Local                | Resultado | Visita             | Estadio            | Fecha       | Hora    |
| -------------------- | --------- | ------------------ | ------------------ | ----------- | ------- |
| Colo-Colo            | 9 - 0     | Rangers            | Estadio Monumental | 29 de mayo  | 16:30   |
| Universidad Católica | 14 - 0    | Deportes La Serena |                    | 8 de agosto |         |
| Selección sub-17     |           | Provincial Osorno  |                    |             |         |
| Deportes Melipilla   |           | Curicó Unido       |                    |             |         |
| Santiago Morning     |           | Audax Italiano     |                    |             |         |
| Palestino            |           | Everton            |                    |             |         |
| San Marcos de Arica  |           | Unión Española     |                    |             |         |
| Coquimbo Unido       |           | Santiago Wanderers |                    |             |         |
| Universidad de Chile |           | Ñublense           |                    |             |         |

| Fecha 10           | Fecha 10  | Fecha 10             | Fecha 10                                         | Fecha 10   | Fecha 10 |
| Local              | Resultado | Visita               | Estadio                                          | Fecha      | Hora     |
| ------------------ | --------- | -------------------- | ------------------------------------------------ | ---------- | -------- |
| Deportes La Serena | 4 - 2     | Deportes Melipilla   | Estadio La Portada (cancha 2)                    | 5 de junio | 12:00    |
| Selección sub-17   | 4 - 0     | Universidad Católica | Complejo Quilín                                  | 5 de junio | 12:30    |
| Everton            | 14 - 0    | San Marcos de Arica  | Estadio Sausalito                                | 5 de junio | 13:15    |
| Curicó Unido       | 0 - 12    | Colo-Colo            | Estadio Juventud Católica                        | 5 de junio | 15:30    |
| Audax Italiano     | 6 - 3     | Palestino            | Estadio Bicentenario de La Florida               | 6 de junio | 10:00    |
| Provincial Osorno  | 1 - 0     | Ñublense             | Estadio Palestino                                | 6 de junio | 12:00    |
| Santiago Wanderers | 1 - 2     | Universidad de Chile | Complejo Empleados Municipales de Reñaca         | 6 de junio | 13:30    |
| Unión Española     | 2 - 6     | Coquimbo Unido       | Estadio Santa Laura (cancha 2)                   | 6 de junio | 15:00    |
| Rangers            | 0 - 4     | Santiago Morning     | Cancha Universidad Católica del Maule (cancha 2) | 6 de junio | 16:00    |

| Fecha 11             | Fecha 11  | Fecha 11           | Fecha 11                                   | Fecha 11    | Fecha 11 |
| Local                | Resultado | Visita             | Estadio                                    | Fecha       | Hora     |
| -------------------- | --------- | ------------------ | ------------------------------------------ | ----------- | -------- |
| Deportes Melipilla   | 1 - 2     | Selección sub-17   | Estadio Roberto Bravo Santibáñez           | 12 de junio | 11:00    |
| Universidad de Chile | 4 - 2     | Unión Española     | Complejo Quilín                            | 12 de junio | 12:00    |
| Coquimbo Unido       | 1 - 2     | Everton            | Estadio San Eugenio                        | 12 de junio | 15:30    |
| Colo-Colo            | 8 - 0     | Deportes La Serena | Estadio Monumental                         | 12 de junio | 16:30    |
| Universidad Católica | 4 - 1     | Provincial Osorno  | Estadio San Carlos de Apoquindo (cancha 3) | 13 de junio | 10:00    |
| San Marcos de Arica  | 0 - 3     | Audax Italiano     | Estadio San Eugenio                        | 13 de junio | 12:00    |
| Ñublense             | 2 - 1     | Santiago Wanderers | Complejo Andrés Bello                      | 13 de junio | 12:00    |
| Palestino            | 1 - 4     | Rangers            | Complejo de Huelquén                       | 13 de junio | 12:30    |
| Santiago Morning     | 8 - 1     | Curicó Unido       | Estadio Santiago Bueras                    | 13 de junio | 13:00    |

| Fecha 12             | Fecha 12  | Fecha 12             | Fecha 12 | Fecha 12 | Fecha 12 |
| Local                | Resultado | Visita               | Estadio  | Fecha    | Hora     |
| -------------------- | --------- | -------------------- | -------- | -------- | -------- |
| Provincial Osorno    |           | Santiago Wanderers   |          |          |          |
| Unión Española       |           | Ñublense             |          |          |          |
| Everton              |           | Universidad de Chile |          |          |          |
| Audax Italiano       |           | Coquimbo Unido       |          |          |          |
| Rangers              |           | San Marcos de Arica  |          |          |          |
| Curicó Unido         |           | Palestino            |          |          |          |
| Deportes La Serena   |           | Santiago Morning     |          |          |          |
| Selección sub-17     |           | Colo-Colo            |          |          |          |
| Universidad Católica |           | Deportes Melipilla   |          |          |          |

| Fecha 13             | Fecha 13  | Fecha 13             | Fecha 13                           | Fecha 13    | Fecha 13 |
| Local                | Resultado | Visita               | Estadio                            | Fecha       | Hora     |
| -------------------- | --------- | -------------------- | ---------------------------------- | ----------- | -------- |
| Universidad de Chile | 2 - 2     | Audax Italiano       | Complejo Quilín                    | 26 de junio | 12:00    |
| Coquimbo Unido       | 8 - 1     | Rangers              | Estadio San Eugenio                | 26 de junio | 13:30    |
| Palestino            | 0 - 2     | Deportes La Serena   | Complejo Santa Adriana de Huelquén | 26 de junio | 14:00    |
| Santiago Morning     | 0 - 6     | Selección sub-17     | Estadio Santiago Bueras            | 26 de junio | 16:00    |
| Colo-Colo            | 6 - 0     | Universidad Católica | Estadio Monumental                 | 26 de junio | 16:30    |
| Ñublense             | 2 - 9     | Everton              | Complejo Deportivo Andrés Bello    | 27 de junio | 10:30    |
| San Marcos de Arica  | 1 - 1     | Curicó Unido         | Estadio San Eugenio                | 27 de junio | 13:00    |
| Deportes Melipilla   | 3 - 0     | Provincial Osorno    | Complejo Quilín                    | 27 de junio | 15:00    |
| Santiago Wanderers   |           | Unión Española       |                                    |             |          |

| Fecha 14             | Fecha 14  | Fecha 14             | Fecha 14                                   | Fecha 14   | Fecha 14 |
| Local                | Resultado | Visita               | Estadio                                    | Fecha      | Hora     |
| -------------------- | --------- | -------------------- | ------------------------------------------ | ---------- | -------- |
| Deportes La Serena   | 2 - 3     | San Marcos de Arica  | Estadio La Portada (cancha 2)              | 3 de julio | 13:00    |
| Curicó Unido         | 0 - 6     | Coquimbo Unido       | Estadio ANFA                               | 3 de julio | 15:30    |
| Everton              | 4 - 0     | Santiago Wanderers   | Complejo Reñaca Alto                       | 4 de julio | 11:00    |
| Provincial Osorno    | 3 - 2     | Unión Española       | Estadio Palestino                          | 4 de julio | 12:00    |
| Audax Italiano       | 8 - 0     | Ñublense             | Complejo La Araucana                       | 4 de julio | 12:00    |
| Universidad Católica | 0 - 1     | Santiago Morning     | Estadio San Carlos de Apoquindo (cancha 3) | 4 de julio | 12:00    |
| Deportes Melipilla   | 0 - 7     | Colo-Colo            | Estadio Roberto Bravo Santibáñez           | 4 de julio | 12:00    |
| Selección sub-17     | 11 - 0    | Palestino            | Complejo Quilín                            | 4 de julio | 15:00    |
| Rangers              |           | Universidad de Chile |                                            |            |          |

| Fecha 15             | Fecha 15  | Fecha 15             | Fecha 15 | Fecha 15 | Fecha 15 |
| Local                | Resultado | Visita               | Estadio  | Fecha    | Hora     |
| -------------------- | --------- | -------------------- | -------- | -------- | -------- |
| Colo-Colo            |           | Provincial Osorno    |          |          |          |
| Santiago Morning     |           | Deportes Melipilla   |          |          |          |
| Palestino            | 0 - 6     | Universidad Católica |          |          |          |
| San Marcos de Arica  |           | Selección sub-17     |          |          |          |
| Coquimbo Unido       |           | Deportes La Serena   |          |          |          |
| Universidad de Chile |           | Curicó Unido         |          |          |          |
| Ñublense             |           | Rangers              |          |          |          |
| Santiago Wanderers   |           | Audax Italiano       |          |          |          |
| Unión Española       |           | Everton              |          |          |          |

| Fecha 16             | Fecha 16  | Fecha 16             | Fecha 16 | Fecha 16 | Fecha 16 |
| Local                | Resultado | Visita               | Estadio  | Fecha    | Hora     |
| -------------------- | --------- | -------------------- | -------- | -------- | -------- |
| Provincial Osorno    |           | Everton              |          |          |          |
| Audax Italiano       |           | Unión Española       |          |          |          |
| Rangers              |           | Santiago Wanderers   |          |          |          |
| Curicó Unido         |           | Ñublense             |          |          |          |
| Deportes La Serena   |           | Universidad de Chile |          |          |          |
| Selección sub-17     |           | Coquimbo Unido       |          |          |          |
| Universidad Católica |           | San Marcos de Arica  |          |          |          |
| Deportes Melipilla   |           | Palestino            |          |          |          |
| Colo-Colo            |           | Santiago Morning     |          |          |          |

| Fecha 17             | Fecha 17  | Fecha 17             | Fecha 17 | Fecha 17 | Fecha 17 |
| Local                | Resultado | Visita               | Estadio  | Fecha    | Hora     |
| -------------------- | --------- | -------------------- | -------- | -------- | -------- |
| Audax Italiano       |           | Provincial Osorno    |          |          |          |
| Rangers              |           | Everton              |          |          |          |
| Curicó Unido         |           | Unión Española       |          |          |          |
| Deportes La Serena   |           | Santiago Wanderers   |          |          |          |
| Selección sub-17     |           | Ñublense             |          |          |          |
| Universidad Católica |           | Universidad de Chile |          |          |          |
| Deportes Melipilla   |           | Coquimbo Unido       |          |          |          |
| Colo-Colo            |           | San Marcos de Arica  |          |          |          |
| Santiago Morning     |           | Palestino            |          |          |          |

## Segunda fase
Los equipos que permanecieron en Primera División tras la fase anterior, vuelven a enfrentarse en un sistema de todos contra todos que clasificó a los cuatro primeros al cuadrangular final definitorio del campeón.
| Pos | Equipo               | Pts | PJ | Dif |
| --- | -------------------- | --- | -- | --- |
| 1º  | Everton              |     |    |     |
| 2º  | Colo-Colo            |     |    |     |
| 3º  | Unión Española       |     |    |     |
| 4º  | Universidad de Chile |     |    |     |
| 5º  | Universidad Católica |     |    |     |
| 6º  | Coquimbo Unido       |     |    |     |
| 7º  | Audax Italiano       |     |    |     |
| 8º  | Provincial Osorno    |     |    |     |
| 9º  | Santiago Morning     |     |    |     |
| 10º | Santiago Wanderers   |     |    |     |

### Resultados
| Fecha 1              | Fecha 1   | Fecha 1              | Fecha 1                        | Fecha 1          | Fecha 1 |
| Local                | Resultado | Visita               | Estadio                        | Fecha            | Hora    |
| -------------------- | --------- | -------------------- | ------------------------------ | ---------------- | ------- |
| Universidad de Chile | 3 - 1     | Provincial Osorno    | Complejo Quilín                | 26 de septiembre | 14:00   |
| Unión Española       | 0 - 10    | Everton              | Estadio Santa Laura (cancha 2) |                  |         |
| Colo-Colo            |           | Santiago Wanderers   |                                |                  |         |
| Santiago Morning     |           | Universidad Católica |                                |                  |         |
| Coquimbo Unido       |           | Audax Italiano       |                                |                  |         |

| Fecha 2              | Fecha 2   | Fecha 2              | Fecha 2                                    | Fecha 2      | Fecha 2 |
| Local                | Resultado | Visita               | Estadio                                    | Fecha        | Hora    |
| -------------------- | --------- | -------------------- | ------------------------------------------ | ------------ | ------- |
| Provincial Osorno    | 1 - 4     | Santiago Morning     | Estadio Palestino                          | 3 de octubre | 11:00   |
| Universidad Católica | 0 - 5     | Colo-Colo            | Estadio San Carlos de Apoquindo (cancha 3) | 3 de octubre | 12:00   |
| Coquimbo Unido       |           | Unión Española       |                                            |              |         |
| Audax Italiano       |           | Universidad de Chile |                                            |              |         |
| Santiago Wanderers   |           | Everton              |                                            |              |         |

| Fecha 3              | Fecha 3   | Fecha 3              | Fecha 3            | Fecha 3       | Fecha 3 |
| Local                | Resultado | Visita               | Estadio            | Fecha         | Hora    |
| -------------------- | --------- | -------------------- | ------------------ | ------------- | ------- |
| Colo-Colo            | 3 - 1     | Provincial Osorno    | Estadio Monumental | 10 de octubre | 11:00   |
| Unión Española       |           | Santiago Wanderers   |                    |               |         |
| Everton              |           | Universidad Católica |                    |               |         |
| Santiago Morning     |           | Audax Italiano       |                    |               |         |
| Universidad de Chile |           | Coquimbo Unido       |                    |               |         |

| Fecha 4              | Fecha 4   | Fecha 4            | Fecha 4                            | Fecha 4        | Fecha 4 |
| Local                | Resultado | Visita             | Estadio                            | Fecha          | Hora    |
| -------------------- | --------- | ------------------ | ---------------------------------- | -------------- | ------- |
| Provincial Osorno    | 1 - 2     | Everton            | Estadio Palestino                  | 5 de diciembre |         |
| Universidad de Chile |           | Unión Española     |                                    |                |         |
| Coquimbo Unido       |           | Santiago Morning   |                                    |                |         |
| Audax Italiano       | 1 - 9     | Colo-Colo          | Estadio Bicentenario de La Florida |                |         |
| Universidad Católica |           | Santiago Wanderers |                                    |                |         |

| Fecha 5            | Fecha 5   | Fecha 5              | Fecha 5                        | Fecha 5         | Fecha 5 |
| Local              | Resultado | Visita               | Estadio                        | Fecha           | Hora    |
| ------------------ | --------- | -------------------- | ------------------------------ | --------------- | ------- |
| Santiago Morning   | 1 - 3     | Universidad de Chile | Estadio Recoleta               | 23 de octubre   | 17:00   |
| Unión Española     | 3 - 2     | Universidad Católica | Estadio Santa Laura (cancha 2) | 23 de octubre   | 17:30   |
| Colo-Colo          | 3 - 2     | Coquimbo Unido       | Estadio Monumental             | 23 de octubre   | 18:00   |
| Santiago Wanderers | 3 - 1     | Provincial Osorno    | Complejo Mantagua              | 24 de octubre   | 11:00   |
| Everton            | 3 - 0     | Audax Italiano       |                                | 25 de noviembre |         |

| Fecha 6              | Fecha 6   | Fecha 6              | Fecha 6             | Fecha 6         | Fecha 6 |
| Local                | Resultado | Visita               | Estadio             | Fecha           | Hora    |
| -------------------- | --------- | -------------------- | ------------------- | --------------- | ------- |
| Provincial Osorno    | 2 - 1     | Universidad Católica | Estadio Palestino   | 30 de octubre   | 17:00   |
| Universidad de Chile | 0 - 7     | Colo-Colo            | Complejo Quilín     | 11 de diciembre | 10:00   |
| Coquimbo Unido       |           | Everton              | Estadio San Eugenio | 12 de diciembre | 12:00   |
| Santiago Morning     |           | Unión Española       |                     |                 |         |
| Audax Italiano       |           | Santiago Wanderers   |                     |                 |         |

| Fecha 7              | Fecha 7   | Fecha 7              | Fecha 7 | Fecha 7 | Fecha 7 |
| Local                | Resultado | Visita               | Estadio | Fecha   | Hora    |
| -------------------- | --------- | -------------------- | ------- | ------- | ------- |
| Unión Española       | 1 - 0     | Provincial Osorno    |         |         |         |
| Universidad Católica |           | Audax Italiano       |         |         |         |
| Santiago Wanderers   |           | Coquimbo Unido       |         |         |         |
| Everton              |           | Universidad de Chile |         |         |         |
| Colo-Colo            |           | Santiago Morning     |         |         |         |

| Fecha 8              | Fecha 8   | Fecha 8              | Fecha 8 | Fecha 8 | Fecha 8 |
| Local                | Resultado | Visita               | Estadio | Fecha   | Hora    |
| -------------------- | --------- | -------------------- | ------- | ------- | ------- |
| Colo-Colo            |           | Unión Española       |         |         |         |
| Santiago Morning     | 1 - 3     | Everton              |         |         |         |
| Universidad de Chile | 6 - 1     | Santiago Wanderers   |         |         |         |
| Coquimbo Unido       | 2 - 3     | Universidad Católica |         |         |         |
| Audax Italiano       | 3 - 1     | Provincial Osorno    |         |         |         |

| Fecha 9              | Fecha 9   | Fecha 9              | Fecha 9                                    | Fecha 9         | Fecha 9 |
| Local                | Resultado | Visita               | Estadio                                    | Fecha           | Hora    |
| -------------------- | --------- | -------------------- | ------------------------------------------ | --------------- | ------- |
| Unión Española       |           | Audax Italiano       | Estadio Santa Laura (cancha 2)             | 20 de noviembre | 18:00   |
| Universidad Católica |           | Universidad de Chile | Estadio San Carlos de Apoquindo (cancha 3) | 21 de noviembre | 11:00   |
| Santiago Wanderers   |           | Santiago Morning     | Complejo Mantagua                          | 21 de noviembre | 13:00   |
| Provincial Osorno    | 5 - 4     | Coquimbo Unido       | Estadio Palestino                          | 21 de noviembre | 15:30   |
| Everton              | 0 - 1     | Colo-Colo            | Estadio Sausalito                          | 27 de noviembre | 15:30   |

## Cuadrangular final
| Pos | Equipo               | Pts | PJ | G | E | P | GF | GC | Dif | Rend   |
| --- | -------------------- | --- | -- | - | - | - | -- | -- | --- | ------ |
| 1º  | Colo-Colo            | 9   | 3  | 3 | 0 | 0 | 14 | 2  | +12 | 100%   |
| 2º  | Everton              | 6   | 3  | 2 | 0 | 1 | 11 | 2  | +9  | 66,67% |
| 3º  | Universidad de Chile | 3   | 3  | 1 | 0 | 2 | 2  | 13 | -11 | 33,33% |
| 4º  | Unión Española       | 0   | 3  | 0 | 0 | 3 | 2  | 12 | -10 | 0%     |

### Resultados
| Fecha 1   | Fecha 1   | Fecha 1              | Fecha 1         | Fecha 1         | Fecha 1 |
| Local     | Resultado | Visita               | Estadio         | Fecha           | Hora    |
| --------- | --------- | -------------------- | --------------- | --------------- | ------- |
| Colo-Colo | 5 - 1     | Unión Española       | Complejo Quilín | 22 de diciembre | 18:00   |
| Everton   | 5 - 0     | Universidad de Chile | Complejo Quilín |                 |         |

| Fecha 2   | Fecha 2   | Fecha 2              | Fecha 2         | Fecha 2 | Fecha 2 |
| Local     | Resultado | Visita               | Estadio         | Fecha   | Hora    |
| --------- | --------- | -------------------- | --------------- | ------- | ------- |
| Colo-Colo | 7 - 0     | Universidad de Chile | Complejo Quilín |         |         |
| Everton   | 5 - 0     | Unión Española       | Complejo Quilín |         |         |

| Fecha 3              | Fecha 3   | Fecha 3        | Fecha 3         | Fecha 3         | Fecha 3 |
| Local                | Resultado | Visita         | Estadio         | Fecha           | Hora    |
| -------------------- | --------- | -------------- | --------------- | --------------- | ------- |
| Colo-Colo            | 2 - 1     | Everton        | Complejo Quilín | 29 de diciembre | 17:00   |
| Universidad de Chile | 2 - 1     | Unión Española | Complejo Quilín | 29 de diciembre | 17:00   |

| Chile               |
| Colo-Colo 1º título |

| Predecesor: Torneo 2009 | Primera División de fútbol femenino de Chile 2010 | Sucesor: Torneo Apertura 2011 |